# Sampsa Pellervoinen

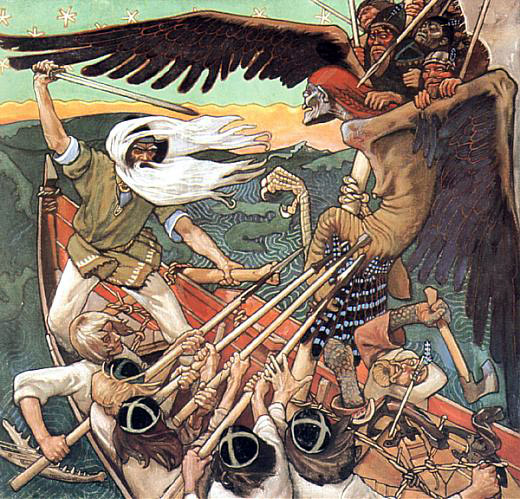
Akseli Gallen-Kallela, La difesa del Sampo, 1896.

Sampsa Pellervoinen (tradotto come "Sansone Figlio del campo"), chiamato anche Pellervo, è un personaggio della mitologia ugro-finnica e uno dei personaggi del poema Kalevala.

## Storia
Come genio del campo e guardiano della fecondità della terra, compare per la prima volta nel poema finlandese quando Väinämöinen, stanco di vedere l'isola senza nome spoglia e senza vegetazione, iniziò a chiedersi come poterla rendere prospera.
Giunse così Sampsa che iniziò a seminare i campi, e ad innalzare gli alberi sulla superficie brulla. Rapidamente l'arida isola divenne verde e piena di vegetazione.
Il personaggio si eclisserà per riapparire solo per presenziare al varo di una barca.

## Etimologia
Il nome Sampsa secondo alcuni studiosi del poema è strettamente correlato al Sampo, ovvero il magico strumento di cui si tratta per tutto il Kalevala, va inoltre sottolineata l'analogia tra Sampsa ed il San Sansone della cristianità, legato anch'esso all'agricoltura.
Pellervoinen lo definisce in maniera più precisa dandogli la connotazione di un personaggio a metà via tra divinità ed essere umano, che trova tra i suoi analoghi il greco Triptolemo ma soprattutto il personaggio russo di Mikula Seljaninovič, l'aratore presente nel ciclo arcaico russo. Il collegamento con l'epica russa diviene ancora più forte quando si mette in relazione Sampsa con il personaggio di Samson Kolyvanovič che porta lo stesso nome (Samson è Sansone) ma soprattutto un cognome strettamente correlato all'epica finnica, essendo Kolyvan la versione russa del finnico Kaleva.